# Otozō Yamada
Otozō Yamada (山田 乙三 Yamada Otozō?,  6 de noviembre de 1881 - 18 de julio de 1965) fue un militar japonés que alcanzó el rango de general y tuvo una participación como criminal de guerra a cargo del Escuadrón 731 durante la Segunda Guerra Mundial.

## Biografía
Oriundo de la prefectura de Nagano, Yamada se graduó en la 14.ª promoción de la Academia del Ejército Imperial Japonés, en 1903. Posteriormente amplió sus estudios en la Escuela de Guerra del Ejército. Miembro del arma de caballería, hacia 1918 fue ascendido al rango de mayor y nombrado instructor en la Escuela de caballería del Ejército Imperial. En agosto de 1925 fue ascendido a coronel y nombrado comandante del 26.º Regimiento de Caballería. Un año después se convirtió en jefe de Estado Mayor del Ejército japonés de Corea. Posteriormente fue director de la Academia del Ejército Imperial (1935-1937).
Con el estallido de la segunda guerra sino-japonesa en 1937, Yamada fue nombrado comandante de la 12.ª División con base en Manchukuo. Posteriormente, entre 1938 y 1939 mandaría el 3.er Ejército y luego el Ejército expedicionario de la China central. En agosto de 1940 fue ascendido al rango de general del Ejército, pasando ocupar puestos administrativos y como miembro del Consejo Supremo de Guerra. En 1944 fue nombrado comandante del Ejército de Kwantung, en Manchukuo. A pesar de que esta gran unidad estaba compuesta por fuerzas de 1.200.000 efectivos, en realidad el Ejército de Kwantung era una sombra de lo que había sido en el pasado: buena parte de sus antiguas unidades habían sido transferidas al Japón metropolitano y Yamada hubo de echar mano de los reservistas. Cuando el 9 de agosto los soviéticos lanzaron la operación «Tormenta de Agosto», las fuerzas japonesas fueron barridas en apenas unos días. El Ejército de Kwantung fue prácticamente deshecho y tras la rendición de Japón, Yamada fue hecho prisionero por los soviéticos.
Durante los Juicios de Jabárovsk fue uno los pocos oficiales japoneses de alto rango que fue enjuiciado por crímenes de guerra y uso de armas biológicas. Dentro del Ejército de Kwantung habían estado operativas varias unidades de guerra bacteriológica —como el infame Escuadrón 731— que además llevaron a cabo experimentos humanos y otros crímenes de guerra. Yamada fue condenado a 25 años de trabajos forzados, aunque en 1956 —tras el reinicio de las relaciones diplomáticas entre Moscú y Tokio— fue liberado por las autoridades soviéticas, y repatriado a Japón. Falleció en 1965.